# 쌍극자 쌍극자 상호작용

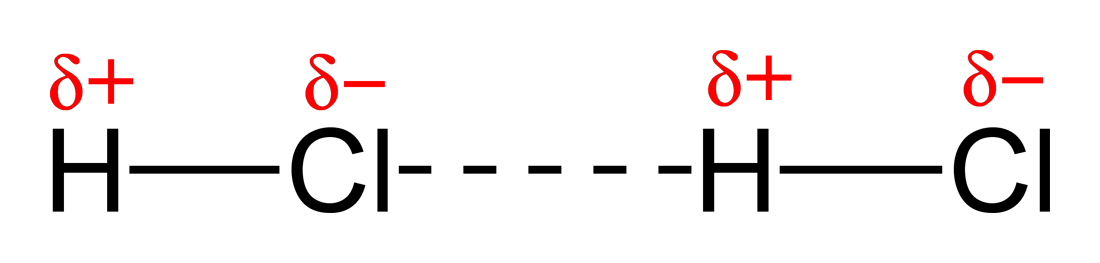
염화 수소의 쌍극자 쌍극자 상호작용

쌍극자 쌍극자 상호작용(dipole-dipole interaction)은 쌍극자 사이의 정전기적 인력에 의해 일어나는 상호작용이다.
두 극성 분자들의 상호작용이 일어날 때 온도가 높아져서 분자의 회전 정도가 빨라지면 상호작용의 크기가 작아지고 분자간 힘도 약해진다.
만약 두 분자의 극성배열이 +극과 -극이라면 가까이 놓인 배열의 경우 에너지가 낮아지고, 같은 극이 가까이 놓인 배열은 에너지가 높아진다.

## 같이 보기
- 분자간 힘